# Quartiere di Porta del Foro
Il quartiere di Porta del Foro (conosciuto anche come Porta S.Lorentino) è uno dei 4 quartieri storici della città di Arezzo; ogni anno sfida gli altri quartieri nella tradizione storica della "Giostra del Saracino" nelle due edizioni di Giugno e Settembre.
I colori ufficiali sono il giallo e il cremisi.

## Territorio
Il quartiere comprende il settore nord-ovest della città, inoltre ad esso sono associate le antiche Cortine di Porta del Foro, la Visconteria di Montagna (ossia il Casentino) e la Visconteria della Valdambra oltre l'arno. La sede del quartiere si trova presso i locali di Porta del Foro; questa è la porta meglio conservata della città anche se il rifacimento degli anni '30 ne ha modificato la forma. L'oratorio del quartiere è la chiesa di San Domenico nella piazza dedicata a Vittorio Fossombroni ove si trova il palazzo della famiglia. La chiesa è famosa poiché custodisce il crocifisso di San Domenico ad Arezzo opera del Cimabue.

## La porta
Porta San Lorentino, detta anche Fiorentina, era una delle quattro porte della cinta medicea del sec. XVI. Nel 1644 essa venne ristrutturata e fu allora che, forse, fu tolta la Madonna col Bambino in pietra già collocata sulla porta Tarlatesca. Alla destra di chi entra dalla porta si trova il baluardo di S. Lorentino, durante la costruzione del quale, nel 1553, fu trovata la statua della Chimera d'Arezzo.
La Porta del Foro, che ha dato il nome al quartiere, si apriva molto più a monte nell'attuale via Garibaldi, sulla zona del Foro Romano, che presumibilmente si trovava dove attualmente è il Prato.
La Porta veniva anche detta "la Porta delle forche ", poiché nel '600 e '700 vi passava la processione che accompagnava al supplizio i condannati a morte. L'aspetto attuale della porta deriva da una ristrutturazione del 1932.

## Casate della città e del contado
Le casate legate al quartiere sono quelle dei Grinti di Catenaia, dei Sassoli, degli Ubertini, dei Tarlati di Pietramala e le casate Cattani della Chiassa e dei Conti Guidi di Romena.

## Santi protettori
I santi protettori del quartiere sono i santi Lorentino e Pergentino, fratelli martiri vissuti ad Arezzo nella prima metà del III secolo. La chiesa ad essi dedicata si trova fuori dalle mura cittadine ed è stata ristrutturata e riconsacrata recentemente.

## Elenco delle vittorie
Il quartiere ha vinto 27 giostre delle 128 fino ad ora disputate, l'ultima vittoria risale al 22 giugno 2019.
| N° | Data              | Edizione | Giostratori              | Capitano     | Rettore      |
| -- | ----------------- | -------- | ------------------------ | ------------ | ------------ |
| 1  | 6 agosto 1933     | 4        | A.Martini - G.Giorgeschi | G.Castigli   | B.Chiericoni |
| 2  | 7 agosto 1935     | 9        | B.Gori - A.Martini       | G.Castigli   | R.Carpanelli |
| 3  | 14 giugno 1936    | 10       | B.Gori - A.Martini       | F.Fiumicelli | A.Loreti     |
| 4  | 2 giugno 1950     | 23       | B.Gori - A.Martini       | E.Borgoni    | A.Sandroni   |
| 5  | 4 settembre 1955  | 30       | A.Chianese - P.Ducci     | E.Borgoni    | T.Fratini    |
| 6  | 28 agosto 1960    | 35       | A.Chianese - A.Vannozzi  | E.Borgoni    | T.Fratini    |
| 7  | 3 settembre 1961  | 37       | A.Chianese - A.Vannozzi  | E.Sandroni   | T.Fratini    |
| 8  | 13 settembre 1964 | 40       | G.Cordini - A.Chianese   | E.Sandroni   | E.Paglicci   |
| 9  | 1º settembre 1974 | 50       | M.Gori - E.Vannozzi      | A.Borgogni   | S.Imparati   |
| 10 | 4 settembre 1977  | 54       | E.Vannozzi - M.Gori      | A.Borgogni   | S.Imparati   |
| 11 | 5 giugno 1982     | 61       | P.Parigi - M.Capacci     | M.Innocenti  | M.Fratini    |
| 12 | 11 settembre 1982 | 62       | P.Parigi - M.Capacci     | M.Innocenti  | M.Fratini    |
| 13 | 10 settembre 1983 | 64       | P.Parigi - M.Capacci     | M.Innocenti  | M.Fratini    |
| 14 | 29 giugno 1985    | 68       | P.Parigi - M.Capacci     | M.Innocenti  | L.Scolari    |
| 15 | 1º settembre 1985 | 69       | P.Parigi - M.Capacci     | M.Innocenti  | L.Scolari    |
| 16 | 4 settembre 1988  | 75       | P.Parigi - M.Capacci     | M.Innocenti  | L.Scolari    |
| 17 | 26 agosto 1990    | 78       | P.Parigi - M.Capacci     | M.Innocenti  | G.Felici     |
| 18 | 25 giugno 1995    | 88       | G.Veneri - L.Veneri      | G.Cantaloni  | G.Felici     |
| 19 | 16 giugno 1996    | 90       | G.Veneri - L.Veneri      | G.Cantaloni  | G.Felici     |
| 20 | 22 giugno 1997    | 92       | G.Veneri - L.Veneri      | G.Cantaloni  | G.Felici     |
| 21 | 6 settembre 1998  | 95       | G.Veneri - L.Veneri      | G.Cantaloni  | G.Felici     |
| 22 | 18 giugno 2000    | 98       | G.Veneri - L.Veneri      | G.Cantaloni  | G.Felici     |
| 23 | 2 settembre 2001  | 102      | L.Veneri - G.Veneri      | G.Cantaloni  | G.Felici     |
| 24 | 7 settembre 2003  | 106      | E. Giusti - L.Veneri     | G.Cantaloni  | G.Felici     |
| 25 | 18 giugno 2005    | 106      | E. Giusti - L.Veneri     | G.Cantaloni  | G.Felici     |
| 26 | 2 settembre 2007  | 114      | E.Giusti - G.Veneri      | M.Rondinini  | G.Felici     |
| 27 | 22 giugno 2019    | 138      | G.Innocenti - D.Parsi    | D.Nocentini  | R.Felici     |